# Macroglossum fervens
Macroglossum fervens är en fjärilsart som beskrevs av Arnold Pagenstecher 1896. Macroglossum fervens ingår i släktet Macroglossum och familjen svärmare. Inga underarter finns listade i Catalogue of Life.